# Grudnica
Grudnica – wieś w Słowenii, w gminie Tolmin. W 2018 roku liczyła 7 mieszkańców.